# Репрезентација Киргистана у хокеју на леду
Хокејашка репрезентација Киргистана (кирг. Кыргызстандын улуттук шайбалуу хоккей курамасы; рус. Сборная Киргизии по хоккею с шайбой) национални је спортски тим који на међународној сцени представља државу Киргистан у хокеју на леду. Репрезентација делује под окриљем Савеза хокеја на леду Киргистана који је постао пуноправним чланом ИИХФ 14. маја 2011. године.

## Историјат
Хокеј на леду се на територији Киргистана први пут почео играти крајем педесетих година 20. века, а убрзо је и формирана репрезентација која је свој први наступ имала у оквиру Зимске Спартакијаде 1962. године — мултиспортског такмичења у оме су учествовале државе тадашњег Совјетског Савеза. На такмичењу које је те године одржано у руском Свердловску (данашњи Јекатеринбург) хокејашки тим Киргиске ССР је одиграо 7 утакмица уз учинак од 5 пораза и две победе (обе над селекцијом Јерменске ССР).
Репрезентација је затим учествовала на још једној Спартакијади, а хокејашке активности у земљи су потом потпуно замрле и такво стање је трајало све до почетка XXI века када је формиран национални хокејашки савез Киргистана. Киргиски савез је примљен у пуноправно чланство у ИИХФ у пролеће 2011. године. Нешто раније исте године репрезентација је дебитовала на међународној сцени учествујући на Азијским зимским играма чији домаћин је те године био Казахстан. Киргистан се такмичио у оквиру друге лиге и већ у првој утакмици остварили су и прву победу у историји, побеђена је селекција Тајланда резултатом 15:4. Киргизи су на том турниру остварили свих шест победа освојивши тако прво место и пласман у виши ранг такмичења. Међутим уследила је нова пауза у репрезентативним активностима која је трајала до пролећа 2014. када се репрезентација вратила на међународну сцену учешћем на Азијском челенџ купу чији домаћи је био град Бишкек.
На светским првенствима дебитовали су у квалификацијама за трећу дивизију 2019. у Абу Дабију где су остварили пет убедљивих победа. Међутим како један од њихових хокејаша, Александар Титов, није имао право наступа за репрезентацију, ИИХФ је поништио резултате прве четири утакмице и регистровао их службеним резултатом 0:5 за противника. Киргистан је у последњем колу победио селекцију Емирата и званично заузео последње, шесто место.

## Резултати на светским првенствима
| Год.  | Место    | Пласман     | Категорија (група)       |
| ----- | -------- | ----------- | ------------------------ |
| 2019. | Абу Даби | 6/6 (52/52) | Дивизија III, квалификације |

## Резултати на Азијском челенџ купу
| Година | Домаћин     | Резултат | Ут. | П+ | ПП+ | ПП− | П− |
| ------ | ----------- | -------- | --- | -- | --- | --- | -- |
| 2014.  | Бишкек      | 8. место | 5   | 4  | 0   | 0   | 1  |
| 2015.  | Кувајт Сити | 8. место | 5   | 3  | 0   | 0   | 2  |
| 2016.  | Бишкек      | 6. место | 4   | 4  | 0   | 0   | 0  |